# Consell General de l'Òlt

Logo del Consell General

El Consell General de l'Òlt és l'assemblea deliberant executiva del departament francès de l'Òlt, a la regió d'Occitània.
La seu es troba a Caors i des de 2004 el president és Gérard Miquel (PS).

## Antics presidents
- Gaston Monnerville (PRRRS) (1951-1971)
- Maurice Faure (MRG) (1971-1994)
- Jean Milhau (PRG) (1994-2004)

## Composició
El març de 2008 el Consell General de l'Òlt era constituït per 31 elegits pels 31 cantons de l'Òlt.
| Partit                        | Sigles | Electes |
| ----------------------------- | ------ | ------- |
| Majoria (27 escons)           |        |         |
| Partit Socialista             | PS     | 15      |
| PRG                           | PRG    | 9       |
| Divers Gauche                 | DVG    | 2       |
| MRC                           | PRG    | 1       |
| Oposició (4 escons)           |        |         |
| Unió pel Moviment Popular     | UMP    | 1       |
| Divers Droite                 | DVD    | 3       |
| President del Consell General |        |         |
| Gérard Miquel (PS)            |        |         |